# Pierino Bonfanti
Pierino Bonfanti (Guastalla, 3 gennaio 1912 – ...) è stato un calciatore italiano, di ruolo difensore.

## Carriera
Ha giocato in Serie C con Mantova e Reggiana, poi in Serie B con la Salernitana.